# Шелгуново (Московская область)
Шелгуново — деревня в Лотошинском районе Московской области России.
Относится к сельскому поселению Микулинское, до реформы 2006 года относилась к Введенскому сельскому округу. По данным Всероссийской переписи 2010 года численность постоянного населения деревни составила 9 человек (4 мужчин, 5 женщин).

## География
Расположена в центральной части сельского поселения, в устье ручья Андроновка, при его впадении в реку Руссу (приток Лоби), примерно в 15 км к северу от районного центра — посёлка городского типа Лотошино. Восточнее проходит автодорога Р90. Автобусное сообщение с пгт Лотошино. Соседние населённые пункты — деревни Введенское, Курятниково и Сельменево.

## Исторические сведения
По сведениям 1859 года — деревня Храневского прихода, Микулинской волости Старицкого уезда Тверской губернии в 45 верстах от уездного города, на возвышенности, при реке Русце и ручье Сорочка, с 11 дворами, колодцем и 99 жителями (49 мужчин, 50 женщин).
В «Списке населённых мест» 1862 года Дьяково (Шелгуново) — владельческая деревня 2-го стана Старицкого уезда по Волоколамскому тракту в город Тверь, при безымянном ручье, с 11 дворами и 99 жителями (49 мужчин, 50 женщин).
В 1886 году — 25 дворов и 146 жителей (74 мужчины, 72 женщины). В 1915 году насчитывалось 38 дворов.
С 1929 года — населённый пункт в составе Лотошинского района Московской области.

## Население
| 1859 | 1886 | 2002 | 2006 | 2010 |
| ---- | ---- | ---- | ---- | ---- |
| 99   | ↗146 | ↘7   | ↗8   | ↗9   |